# Table des caractères Unicode/U2C60
Cette page contient des caractères spéciaux ou non latins. S’ils s’affichent mal (▯, ?, etc.), consultez la page d’aide Unicode.
Table des caractères Unicode U+2C60 à U+2C7F.

## Latin étendu – C(Unicode 5.0 à 5.2)
Lettres supplémentaires certaines langues à écriture latine. Additions orthographiques (lettres capitale ou minuscule L avec double barre, lettre capitale L avec tilde médian, lettre capitale P barrée, lettre capitale R avec queue palatale, lettres minuscules A ou T avec barre oblique), additions pour l’ouïghour (lettres capitales ou minuscules H ou K ou Z avec pied), addition diverse (lettre minuscule V bouclée), lettres claudiennes (demi-lettres capitale ou minuscule H), addition phonétique UPA (lettre minuscule phi sans queue).

### Table des caractères
| en fr  | 0 | 1 | 2 | 3 | 4 | 5 | 6 | 7 | 8 | 9 | A | B | C | D | E | F |
| ------ | - | - | - | - | - | - | - | - | - | - | - | - | - | - | - | - |
| U+2C60 | Ⱡ | ⱡ | Ɫ | Ᵽ | Ɽ | ⱥ | ⱦ | Ⱨ | ⱨ | Ⱪ | ⱪ | Ⱬ | ⱬ | Ɑ | Ɱ | Ɐ |
| U+2C70 | Ɒ | ⱱ | Ⱳ | ⱳ | ⱴ | Ⱶ | ⱶ | ⱷ | ⱸ | ⱹ | ⱺ | ⱻ | ⱼ | ⱽ | Ȿ | Ɀ |

### Historique

#### Version initiale Unicode 5.0
| v · d · m | 0 | 1 | 2 | 3 | 4 | 5 | 6 | 7 | 8 | 9 | A | B | C | D | E | F |
| --------- | - | - | - | - | - | - | - | - | - | - | - | - | - | - | - | - |
| U+2C60    | Ⱡ | ⱡ | Ɫ | Ᵽ | Ɽ | ⱥ | ⱦ | Ⱨ | ⱨ | Ⱪ | ⱪ | Ⱬ | ⱬ |   |   |   |
| U+2C70    |   |   |   |   | ⱴ | Ⱶ | ⱶ | ⱷ |   |   |   |   |   |   |   |   |

#### Compléments Unicode 5.1
| v · d · m | 0 | 1 | 2 | 3 | 4 | 5 | 6 | 7 | 8 | 9 | A | B | C | D | E | F |
| --------- | - | - | - | - | - | - | - | - | - | - | - | - | - | - | - | - |
| U+2C60    |   |   |   |   |   |   |   |   |   |   |   |   |   | Ɑ | Ɱ | Ɐ |
| U+2C70    |   | ⱱ | Ⱳ | ⱳ |   |   |   |   | ⱸ | ⱹ | ⱺ | ⱻ | ⱼ | ⱽ |   |   |

#### Compléments Unicode 5.2
| v · d · m | 0 | 1 | 2 | 3 | 4 | 5 | 6 | 7 | 8 | 9 | A | B | C | D | E | F |
| --------- | - | - | - | - | - | - | - | - | - | - | - | - | - | - | - | - |
| U+2C70    | Ɒ |   |   |   |   |   |   |   |   |   |   |   |   |   | Ȿ | Ɀ |